# لانس لونغ
لانس لونغ (بالإنجليزية: Lance Long)‏ هو لاعب كرة قدم أمريكية أمريكي، ولد في 4 مايو 1985 في ديترويت في الولايات المتحدة.

## وصلات خارجية
- لانس لونغ على موقع مرجع كرة القدم المحترفة.كوم (الإنجليزية)